# أكويلم
مشروع أكويلم، أحدث وجهات نيوم الواقعة على ساحل خليج العقبة، داخل سلسلة جبال تحيط بها يبلغ ارتفاعها 450 متراً، وتمثل الوجهة منظومة للمعيشة المتكاملة مع البيئة الطبيعية المحيطة.

## تصميمها
صُممت بطريقة مستوحاة من الأصالة والخيال العلمي بتصاميم معمارية مواكبة لأحدث التقنيات والمفاهيم الهندسية، بعيداً عن الأساليب التقليدية، لتضم وحدات سكنية وفندقية ومرافق متنوعة، مقدمة مجموعة من التجارب المختلفة بين أماكن الإقامة والمتاجر ومناطق الترفيه والاستجمام ومراكز الابتكار

## إمكانية الوصول
يمكن الوصول إلى "أكويلم" عبر رحلة، تبدأ من أول مرسى عائم في العالم، للانطلاق على متن قارب مخصص لدخول هذه الوجهة يمر عبر قناة مائية تحت الأرض، من خلال تجربة انتقال عمودية بارتفاع 100 متر، تنقلهم من القناة المائية إلى المجمع عبر الحديقة..

## الأنشطة المتاحة
يحتوي مشروع "أكويلم" على شارع حيوي ممتد عبر حديقة واسعة، ويتيح العديد من الانشطة مثل:
- المساحات المجتمعية المتنوعة
- مرافق الضيافة
- عروض الفنون
- الفعاليات المتنوعة
- متاجر التسوق
- منصة "ذا جينيريتر"، توفر للمخترعين والمبتكرين والمفكرين المبدعين مختبرات للأبحاث[1]

## وصلات خارجية
- مشروع أكويلم